# Vivian (Luisiana)
Vivian é uma cidade  localizada no estado americano de Luisiana, na Paróquia de Caddo.

## Demografia
Segundo o censo americano de 2000, a sua população era de 4031 habitantes.
Em 2006, foi estimada uma população de 3862, um decréscimo de 169 (-4.2%).

## Geografia
De acordo com o United States Census Bureau tem uma área de
13,3 km², dos quais 13,3 km² cobertos por terra e 0,0 km² cobertos por água.

## Localidades na vizinhança
O diagrama seguinte representa as localidades num raio de 20 km ao redor de Vivian.